# Entoloma porphyrescens
Entoloma porphyrescens är en svampart som beskrevs av E. Horak 1973. Entoloma porphyrescens ingår i släktet Entoloma och familjen Entolomataceae.   Inga underarter finns listade i Catalogue of Life.